# Spaans in de Verenigde Staten
Het Spaans is de op een na grootste taal van de Verenigde Staten, na het Engels. Ongeveer 28,1 miljoen spreekt Spaans als moedertaal, waarvan 14,3 miljoen zegt dat zij ook goed het Engels beheersen. Het aantal Spaans sprekenden wordt ook steeds groter door de toename van legale en illegale immigranten die naar de VS komen voor een beter leven. Deze hispanics komen vooral uit Mexico, maar ook vanuit Midden-Amerika en Zuid-Amerika. De Verenigde Staten is het op vier na grootste Spaanstalige land ter wereld, na Mexico, Argentinië, Colombia en Spanje. Het Amerikaanse eiland Puerto Rico is vrijwel geheel Spaanstalig.

Het Spaans verspreid over de Verenigde Staten.

## Variëteiten
De invloed van het Engels op het Spaans in de Verenigde Staten is belangrijk. In veel latino-kringen is het populair om een mix van Engels en Spaans te gebruiken, het zogenaamde Spanglish. Er is een organisatie die de ontwikkelingen van het Spaans in Noord-Amerika bijhoudt: Academia Norteamericana de la Lengua Española.
Experts onderscheiden de volgende variaties in het Spaans in de Verenigde Staten:
- Cubaans (1959-): Florida, New Jersey
- Dominicaans (1943-): New York, Miami, Boston, Philadelphia
- Hondurees (1598-) New York, Miami, Los Angeles, New Orleans,
- Isleño (18e eeuw-): St. Bernard Parish, Louisiana.
- Mexicaans Spaans (20e eeuw): Het grensgebied bij Californië tot Texas en Illinois.
  - Chicano-Spaans (20e eeuw): Het grensgebied bij Californië tot Texas en Illinois.
- Nieuw-Mexico-Spaans (1598-)
  - Tradicional (1598-): Nieuw-Mexico en het zuiden van Colorado.
  - Renovador (20e eeuw): De grensgebieden bij Arizona, Texas, Nieuw-Mexico en Colorado.
- Puerto Ricaans (1898-): New York en andere grote steden in het noordwesten.

## Status van de Spaanse taal in de Verenigde Staten
Het Spaans wordt vooral in de zuidwestelijke staten gesproken, de staten die grenzen aan Mexico, zoals Californië, Texas, Arizona en Nieuw-Mexico (waar het Spaans samen met Engels ook een officiële taal is). In geen enkele staat is Spaans de hoofdtaal, maar in 43 van de 50 staten is Spaans de tweede grootste taal (incl. District van Columbia). Op Puerto Rico is Spaans wel de grootste taal. Vrijwel iedereen spreekt Spaans thuis en op het werk. Het Spaans is daar samen met het Engels een van de officiële talen. Het Spaans wordt op de meeste scholen gegeven en is daarmee de meest onderwezen taal naast het Engels. In verschillende staten kunnen Spaanstaligen ook in hun taal terecht bij overheidskantoren en bijvoorbeeld bij postkantoren. Het Spaans in de Verenigde Staten wordt beïnvloed door het Engels.
| Spaans in de Verenigde Staten: |
| --- |
| 1. Nieuw-Mexico (823.352) 43,26% 2. Californië (12.442.626) 34,72% 3. Texas (7.781.211) 34,63% 4. Arizona (1.608.698) 28,03% 5. Nevada (531.929) 22,80% 6. Colorado (878.803) 19,10% 7. Florida (3.304.832) 19,01% 8. New York (3.076.697) 15,96% 9. New Jersey (1.294.422) 14,90% 10. Illinois (1.774.551) 13,94% 11. Connecticut (371.818) 10,63% 12. Utah (253.073) 10,45% 13. Rhode Island (111.823) 10,35% 14. Oregon (343.278) 9,56% 15. Idaho (123.900) 8,88% 16. District of Columbia (47.258) 8,53% 17. Washington (526,667) 8,48% 18. Kansas (220.288) 8,06% |

## Geschiedenis van het Spaans
Het Spaans is sinds de zestiende eeuw aanwezig in het zuidoosten van de Verenigde Staten. De Spanjaarden koloniseerden eerst het zuidwesten van Amerika, maar breidden hun kolonie al snel uit. Ook Florida is in Spaanse handen geweest. Het Spaans was dus al een erg belangrijke taal. Toen de kolonies bij de Verenigde Staten gingen horen, bleven velen gewoon Spaans spreken.
Sinds de negentiende eeuw worden vooral de zuidwestelijke staten overspoeld door hispanics en latino's uit Latijns-Amerika, vooral uit Mexico. Tegenwoordig zijn in heel Amerika Spaanstalige immigranten te vinden. Veel immigranten spreken geen Engels. Na verloop van tijd is in gemengde gemeenschappen Spanglish ontstaan, een mix van Spaans en Engels. Spanglish wordt vooral gesproken door personen die zowel het Spaans als het Engels goed beheersen.
In april 2006 werd een Spaanstalige versie van het Amerikaanse volkslied gepubliceerd. Dit leidde tot het aannemen door het Amerikaanse Congres van een besluit dat het volkslied alleen in het Engels gezongen zou moeten worden. President George W. Bush deed de uitspraak Ik denk dat mensen die staatsburgers van dit land willen worden Engels zouden moeten leren, en ze zouden moeten leren om het volkslied in het Engels te zingen.

## Spaanse plaatsnamen
In de Verenigde Staten van Amerika liggen talloze plaatsen met Spaanse namen. Voorbeelden zijn:
- Staten en overzeese gebiedsdelen:
  - Colorado
  - Nevada
  - Nuevo México (New Mexico, Nieuw-Mexico)
  - Florida
  - Puerto Rico
  - Montana
  - California (Californië)
  - Marianas (Marianen)

- Steden:
  - El Paso
  - San Francisco
  - Los Angeles
  - Las Vegas
  - San Antonio
  - San Diego
  - Sacramento